# 溫頓鎮區 (北卡羅萊納州赫德福德縣)
溫頓鎮區（英語：Winton Township）是位於美國北卡羅萊納州赫德福德縣的一個鎮區。

## 地方資料
溫頓鎮區的面積為119.40平方千米，皆為陸地。根據2020年美國人口普查的數據，當地共有人口3192人，而人口密度為每平方千米26.73人。